# Cabinet fantôme
Ne doit pas être confondu avec Cabinet noir.
Dans les pays appliquant le système de Westminster, le cabinet fantôme (en anglais : shadow cabinet) comprend les députés d'un parti d'opposition qui, sous la conduite du chef de leur parti, forment un cabinet alternatif à celui du gouvernement. Chaque membre du cabinet fantôme est chargé de surveiller et critiquer l'action d'un ministre du gouvernement.
Les membres du cabinet fantôme sont généralement appelés « ministre fantôme de [nom du ministère surveillé] » (« Shadow Minister for »). Dans la Chambre des communes du Canada, on parle plutôt de « critique » et à la Chambre des lords britannique ou de la Chambre des représentants de Nouvelle-Zélande de « porte-parole ».
Si le parti d'opposition gagne les élections, il est courant que le ministre fantôme reçoive le portefeuille gouvernemental qu'il était chargé de surveiller lorsqu'il était dans l'opposition.

## Application
Dans la plupart des pays appliquant le système de Westminster, le principal parti d'opposition forme l'Opposition officielle. En général, c'est le chef de l'Opposition officielle qui distribue les postes au sein du cabinet fantôme parmi les députés de son parti.
Dans certains partis, notamment le Parti travailliste australien, c'est le groupe parlementaire qui élit en son sein les ministres fantômes et le chef leur attribue ensuite les portefeuilles.

### Tiers partis
Quand il y a plus de deux partis représentés dans la chambre, les partis d'opposition autres que celui formant l'opposition officielle nomment aussi souvent des cabinets fantômes. En Irlande, les partis d'opposition et les députés indépendants peuvent former un groupe technique afin de disposer de plus de droits au sein du Dáil Éireann.

### Autres pays
En dehors des pays appliquant le système de Westminster, certains partis politiques ont adopté des pratiques similaires :
- Allemagne : « équipes d'experts » (Kompetenzteam) ou Spitzenteam au Bundestag ;
- France : contre-gouvernement ;
- Japon : « cabinet suivant », Next Japan ou « Shadow Cabinet ».